# Grob G 103
Dimensions
Le Grob G103 est un planeur biplace en matériaux composites doté d'une aile en position médiane et d'une gouverne de profondeur en T. Il a été conçu pour l'instruction mais est aussi adapté au vol sur campagne.
La première version, de 1976, est connue sous le nom de Twin Astir, et fut suivie par le Twin II et le Twin III.